# 糙枝润楠
糙枝润楠（学名：Machilus ovatiloba）为樟科润楠属下的一个种。

## 扩展阅读
維基物種上的相關：糙枝润楠